# Luiz Felipe d'Avila
Luiz Felipe d'Avila, né le 24 août 1963 à São Paulo (Brésil), est un politologue brésilien. 

## Candidature à l'élection présidentielle de 2022
Le 29 octobre 2021, le Nouveau Parti annonce que Felipe d'Avila sera son candidat à l'élection présidentielle brésilienne de 2022. Le 30 juillet 2022, il lance officiellement sa campagne avec le député fédéral du Minas Gerais Tiago Mitraud (pt) comme candidat à la vice-présidence. Le 2 octobre 2022, ils sont éliminés lors du premier tour du scrutin, leur tandem n'obtenant que 0,47 % des voix. Il appelle à voter Jair Bolsonaro au second tour.  